# Музей на виното и лозата (Негуш)
Вижте пояснителната страница за други значения на Музей на виното и лозата.
Музеят на виното и лозата (на гръцки: Μουσείο Οίνου και Αμπέλου) е музей в македонския град Негуш (Науса), Гърция.

## Описание
Музеят е създаден благодарение на усилията на Негушката общинска културна организация и Съюза на винопроизводителите от Македония. Разположен е в традиционна негушка къща, собственост на Янис Бутарис, в центъра на Негуш. Мисията на музея е предимно образователна – да запознава с вината и винопроизводството на Негуш и околностите. Експонатите са дарения от винопроизводители и отделни граждани.
Представя развитието на винарството в района от XVII век насам. Изложени са старите вани за ферментация на семейство Бутарис, винени бъчви, дамаджани, ракиени казани, кошове за грозде и други селскостопански лозарски принадлежности. Програмата „Пътищата на виното“ представя лозята и вината на Негуш.
- Съдове за дестилация
- Изглед отвътре
- Резервоари за вино